# Municipio de White River (condado de Izard)
El municipio de White River (en inglés: White River Township) es un municipio ubicado en el condado de Izard en el estado estadounidense de Arkansas. En el año 2010 tenía una población de 258 habitantes y una densidad poblacional de 4,62 personas por km².

## Geografía
El municipio de White River se encuentra ubicado en las coordenadas 35°57′34″N 92°3′22″O / 35.95944, -92.05611. Según la Oficina del Censo de los Estados Unidos, el municipio tiene una superficie total de 55.84 km², de la cual 54,34 km² corresponden a tierra firme y (2,69 %) 1,5 km² es agua.

## Demografía
Según el censo de 2010, había 258 personas residiendo en el municipio de White River. La densidad de población era de 4,62 hab./km². De los 258 habitantes, el municipio de White River estaba compuesto por el 97,29 % blancos, el 1,16 % eran afroamericanos, el 0,39 % eran amerindios y el 1,16 % eran de una mezcla de razas. Del total de la población el 0 % eran hispanos o latinos de cualquier raza.